# Angelika Schrobsdorff

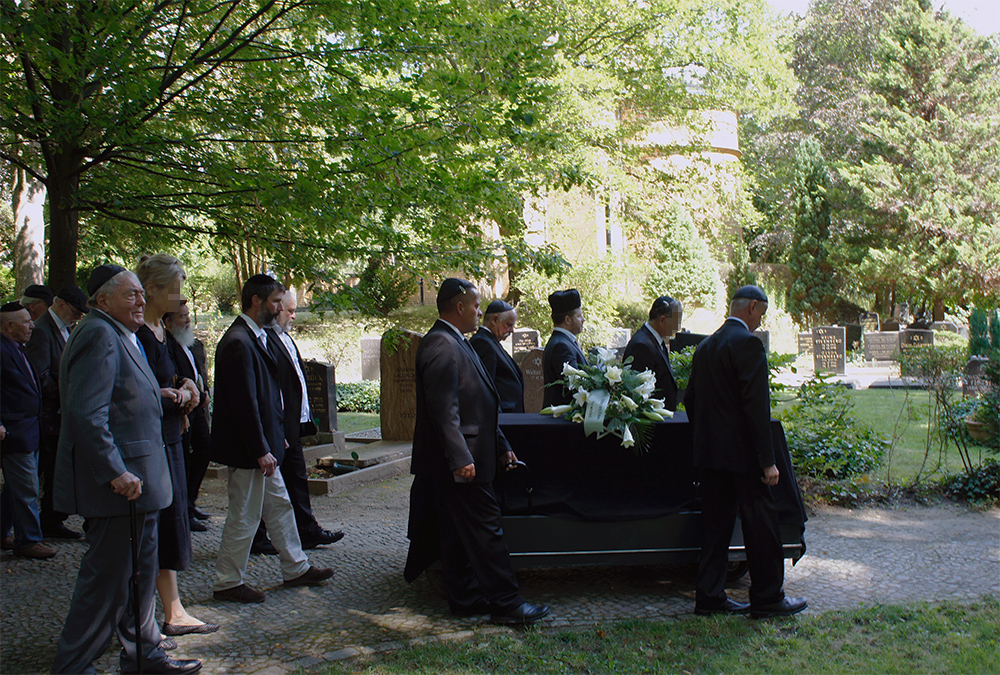
Funeral Angelika Schrobsdorff, Cementerio Judío Berlín-Weißensee, 2016

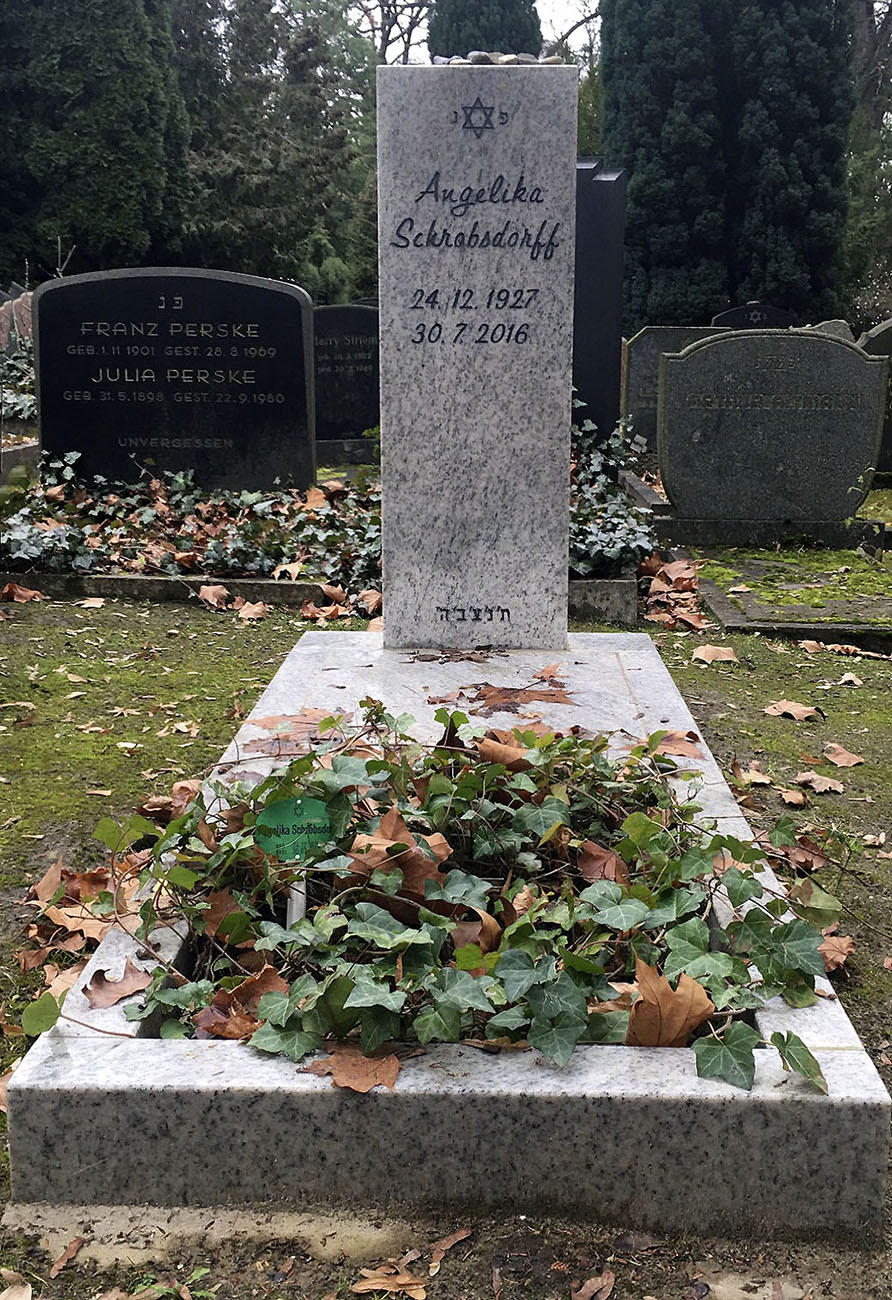
Tumba Angelika Schrobsdorff, Cementerio Judío Berlín-Weißensee, 2019

Angelika Schrobsdorff (24 de diciembre de 1927 - 30 de julio de 2016) fue una escritora alemana.

## Biografía
Hija de Else Kirschner (1893–1949) y Erich Schrobsdorff (1893–1952), Schrobsdorff creció en Berlín. En 1939 huyó a Sofía, Bulgaria, con su madre y su hermana Bettina (1922–2007), donde permaneció hasta el final de la guerra, regresando a Alemania en 1947. Estuvo casada con el cineasta francés Claude Lanzmann (1925–2018), con quien posteriormente vivió en París, y con Edward S. Psurny. Vivió varios años en Múnich antes de emigrar a Israel. Vivió en Jerusalén hasta principios de 2006.
La primera novela de Schrobsdorff, "Die Herren" fue motivo de escándalo y la lanzó a la fama. Además, publicó una docena de libros, varios de ellos sobre Bulgaria. El libro sobre la vida de su madre "Du bist nicht so wie andre Mütter" (1992) fue un éxito de ventas y fue adaptado a película para televisión en 1999.
En 2007 recibió la distinción Mujer del Año de la Asociación de Ciudadanos Alemanes 'por su obra literaria, que plasma con franqueza el espíritu de las diversas épocas que forman parte de nuestra historia reciente, y sobre todo por su libro "Tú no eres como otras madres", una testimonio documental de la historia contemporánea y una descripción profundamente conmovedora de la historia de su familia y su vida personal'.
Schrobsdorff también fue actriz. Apareció en "Der Ruf" ("La última ilusión, 1949) así como en diversas películas y programas de televisión. Uno de los más conocidos fue el documental alemán "Bulgaria of all Places", del director búlgaro Christo Bakalski.
Schrobsdorff murió el 30 de julio de 2016 en Berlín, Alemania, a los 88 años. Fue enterrada en el cementerio Weißensee de Berlín.

## Obras
- Die Herren (1961) ISBN 3-423-10894-0 traducido al español como "Hombres" ISBN 978-84-16544-64-6
- Der Geliebte (1964) ISBN 3-423-11546-7
- Diese Männer (1966)ISBN 3-442-01935-4
- Spuren (1968) ISBN 3-423-11951-9
- Die kurze Stunde zwischen Tag und Nacht (1978) ISBN 3-423-11697-8
- Die Reise nach Sofia, mit einem Vorwort von Simone de Beauvoir, Deutscher Taschenbuch Verlag, München 1983 ISBN 3-423-10539-9
- Das Haus im Niemandsland oder Jerusalem war immer eine schwere Adresse (1989) ISBN 3-423-11442-8
- Du bist nicht so wie andre Mütter (1992) ISBN 3-455-06773-5 traducido al español como "Tú no eres como otras madres" (2016) ISBN 978-84-16544-13-4
- Der schöne Mann und andere Erzählungen (1993) ISBN 3-423-11637-4
- Jericho: eine Liebesgeschichte (1995) ISBN 3-423-12317-6
- Der schöne Mann und andere Erzählungen (1993) ISBN 3-423-11637-4
- Grandhotel Bulgaria: Heimkehr in die Vergangenheit (1997) ISBN 3-423-12852-6
- Von der Erinnerung geweckt (1999) ISBN 3-423-24153-5
- Wenn ich dich je vergesse, oh Jerusalem (2002) ISBN 3-550-08389-0

## Literatura
- Rengha Rodewill: Angelika Schrobsdorff - Leben ohne Heimat (Biografía), be.bra Verlag, Berlín Alemania, 2017, ISBN 978-3-89809-138-1